# Scott Morrison
Scott John Morrison (sinh ngày 13 tháng 5 năm 1968) là một chính khách thuộc Đảng Tự do Úc (2018-2022), là Thủ tướng thứ 30 của Úc kể từ ngày 24 tháng 8 năm 2018 đến ngày 23 tháng 5 năm 2022. Hiện tại, ông là thành viên của Hạ viện từ năm 2007, đại diện cho Khu vực Cook ở New South Wales.

## Tiểu sử
Morrison sinh ra ở Waverley, Sydney. Cha của ông là một viên cảnh sát phục vụ Hội đồng thành phố Waverley trong 16 năm, trong đó có một thời gian ngắn là thị trưởng. Ông nội của Morrison sinh ra ở New Zealand. Morrison lớn lên ở ngoại ô Bronte. Ông có một có một thời gian ngắn ngủi tham gia làm diễn viên nhí và đã xuất hiện trong một số quảng cáo truyền hình. Ông đã học địa lý kinh tế tại Đại học New South Wales. Trước khi tham gia chính trị, ông làm giám đốc Văn phòng Du lịch và Thể thao New Zealand từ năm 1998 đến năm 2000 và là giám đốc điều hành của Tổng cục Du lịch Australia từ năm 2004 đến năm 2006. Ông cũng là giám đốc bang của Đảng Tự do New South Wales từ năm 2000 đến 2004. Morrison lần đầu tiên được bầu vào Hạ viện Úc tại cuộc bầu cử liên bang năm 2007. Ông được bổ nhiệm làm người đứng đầu phe đối lập sau cuộc bầu cử năm 2010.
Sau chiến thắng của Liên minh trong cuộc bầu cử năm 2013, Morrison được bổ nhiệm làm Bộ trưởng Bộ Di trú và Bảo vệ Biên giới trong Chính phủ Abbott. Trong cương vị đó, ông chịu trách nhiệm thực hiện Chiến dịch Sovereign Borders, một trong những chính sách hàng đầu của Liên minh. Trong một cuộc cải tổ nội các tháng 12 năm 2014, Morrison chuyển sang làm Bộ trưởng Bộ Các vấn đề Xã hội. Ông được bổ nhiệm chức vụ Bộ trưởng Tài chính vào tháng 9 năm 2015, khi Malcolm Turnbull thay thế Tony Abbott làm thủ tướng.
Vào tháng 8 năm 2018, Peter Dutton thách thức Turnbull vì sự lãnh đạo của Đảng Tự do, do sự bất mãn từ cánh bảo thủ của đảng. Turnbull đã đánh bại Dutton trong một cuộc bỏ phiếu lãnh đạo, nhưng căng thẳng tiếp tục gắn kết và đảng đã bỏ phiếu ủng hộ thực hiện một cuộc bỏ phiếu thứ nhì; Turnbull đã chọn không làm ứng cử viên. Trong cuộc bỏ phiếu thứ hai, Morrison nổi lên như một ứng cử viên thỏa hiệp, đánh bại Dutton và Julie Bishop để trở thành lãnh đạo của Đảng Tự do và thủ tướng.
Morrison đã giành được nhiệm kỳ thứ hai sau khi dẫn dắt khối Liên Đảng Úc đến chiến thắng trong cuộc bầu cử năm 2019. Chiến thắng này đã tạo nên một làn sóng tức giận của người dân khi Morrison đã đi nghỉ dưỡng ở Hawaii cùng gia đình trong mùa cháy rừng 2019-2020 của Úc và vì phản ứng của chính phủ ông đối với thảm họa đó. Morrison cũng đối mặt với các chỉ trích về phản ứng của ông đối với các cáo buộc về quấy rối tình dục trong Quốc hội năm 2021.